# Torre de Bulc (Benassal)
La Torre de Bulc, localitzada en el municipi de Benassal, comarca de l'Alt Maestrat; prop de la carretera a Vilafranca, és un monument catalogat, per declaració genèrica, com Bé d'Interès Cultural, i així consta en la Direcció General de Patrimoni Artístic de la Generalitat Valenciana, on es pot comprovar que no té expedient, ni inscripció ministerial.
La torre es troba molt pròxima a la Torre Nabàs. Alguns autors la daten de principis del segle xvii. Presenta planta quadrada i està adossada a una masia, que roman en bon estat. La restauració a què ha estat sotmesa, ha provocat la pèrdua de part de la seva configuració original. Malgrat això es pot afirmar que la seva fàbrica era de maçoneria, amb cantonades reforçades amb carreus. Presenta parets emblanquinades i pintades. Respecte a la seva coberta, és plana i en la seva façana presenta petites finestres allindanades.